# لولا ماي
لولا ماي (بالإنجليزية: Lola May)‏ هي ممثلة أمريكية، ولدت في 15 مارس 1889 في داكوتا الشمالية في الولايات المتحدة، وتوفيت في 4 فبراير 1971 في لوس أنجلوس في الولايات المتحدة.

## وصلات خارجية
- لولا ماي على موقع IMDb (الإنجليزية)
- لولا ماي على موقع قاعدة بيانات الفيلم (الإنجليزية)